# Мечеть Кей-Кубада
Мечеть Шаха — мечеть находится в верхнем дворе дворцового комплекса Ширваншахов в Старом городе Баку, за дворцовым зданием Ширваншахов, перед мавзолеем Сейида Яхья Бакуви. Названа в честь заказчика - ширваншаха Кей-Кубада (1317—1348).
Мечеть состояла из прямоугольного зала и небольшого коридора перед ним. В центре зала расположены четыре колонны. К прямоугольному залу мечети примыкали вестибюль и портал.

## История

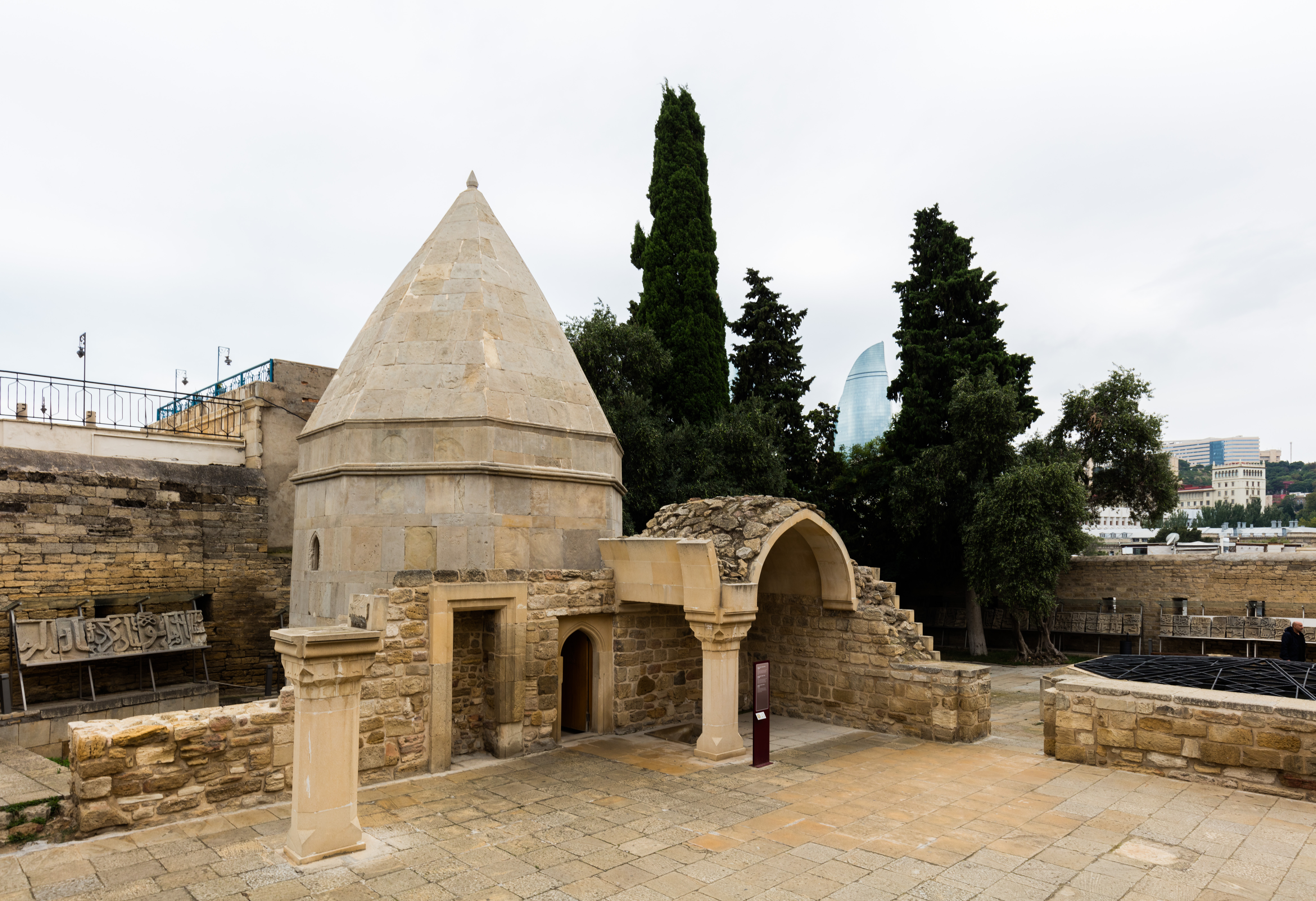
Руины мечети

Точная история и функция здания являются спорными.
Камиль Фархадоглу пишет в своей книге «Ичери Шехер» что, «Мечеть Кей-Кубада была зданием мечети-медресе, прилегающей к Дарвишской гробнице»

Мечеть также использовалась в качестве медресе Сейидом Яхья Бакуви. А. Бакиханов пишет о преподавании Бакуви в мечети: «Комната, где он молился, его школа и его могила находятся в мечети».

Мечеть была сожжена армянами во время резни 1918 года.

## Архитектурные особенности
В южной части мечети находится гробница. Мечеть состоит из прямоугольного богослужебного зала и небольшого коридора перед ним. В центре зала расположены четыре колонны. К прямоугольному залу мечети примыкали вестибюль и портал.
|                        |               |                  |
| План фундамента мечети | Разрез мечети | Вид мечети сбоку |